# Sollers Point: Baltimore
Pour plus de détails, voir Fiche technique et Distribution.
Sollers Point: Baltimore (Sollers Point) est un film dramatique américain réalisé par Matthew Porterfield, sorti en 2017.

## Synopsis
Assigné à résidence chez son père après une période d’emprisonnement de un an, Keith, 24 ans, retrouve Sollers Point, son quartier de Baltimore marqué par le chômage, la violence et la ségrégation.

## Fiche technique
- Titre français : Sollers Point : Baltimore
- Titre original : Sollers Point
- Réalisation : Matthew Porterfield
- Scénario : Matthew Porterfield et Amy Belk
- Photographie : Shabier Kirchner
- Montage : Marc Vives
- Musique : Sebastien Pan
- Costumes : Elizabeth Warn
- Décors :
- Producteur : Eric Bannat, Alexandra Byer, Gabrielle Dumon, Jordan Mintzer et Ryan Zacarias
  - Coproducteur : Madeleine Askwith et Joslyn Barnes
  - Producteur délégué : Eric W. Franklin, Walter S. Hall et Lorelei Tong
- Production : DreamAlliance Entertainment et Le Bureau
- Distribution : JHR Films
- Pays d'origine :  États-Unis et  France
- Genre : Drame
- Durée : 101 minutes
- Dates de sortie :
  -  Espagne : 26 septembre 2017 (Festival international du film de Saint-Sébastien 2017)
  -  États-Unis :
    - 13 octobre 2017 (Chicago)
    - 18 mai 2018 (sortie nationale)

  -  France : 
    - 20 octobre 2017 (Festival international du film de La Roche-sur-Yon 2017)
    - 29 août 2018 (sortie nationale)

## Distribution
- McCaul Lombardi : Keith
- James Belushi : Carol, le père de Keith
- Zazie Beetz : Courtney, l'ex de Keith
- Imani Hakim : Candace
- Tom Guiry (en) : Aaron
- Kazy Tauginas : Gary
- Marin Ireland : Kate, la soeur de Keith
- Lynn Cohen : Ladybug, la grand-mère de Keith
- Everleigh Brenner : Jessie
- Ashley Shelton : Kelsey
- Alyssa Bresnahan : Elaine
- Maya Martinez : Aurora
- Brieyon Bell-El : Marquis
- Wass Stevens : Wasp
- Michael Rogers (en) : Mom
- Grace Doughty : Kelly

## Sortie

### Accueil critique
En France, le site Allociné recense une moyenne des critiques presse de 3,2/5, et des critiques spectateurs à 2,8/5.
A l'instar des précédents longs métrages du cinéaste, Sollers Point récolte quelques critiques élogieuses dans des médias importants comme Libération ou Le Monde et chez quelques blogs de référence comme Il a osé !

## Distinctions

### Sélections
- Festival international du film de Saint-Sébastien 2017 : sélection en compétition officielle.
- Festival international du film de La Roche-sur-Yon 2017 : sélection en compétition internationale.